# استبان توره
استبان توره (انگلیسی: Esteban Torre؛ زادهٔ ۳ سپتامبر ۱۹۷۱) بازیکن سابق و مربی فوتبال اهل اسپانیا است که در پست هافبک بازی می‌کرد.
وی همچنین در تیم‌های ملی فوتبال زیر ۱۶ سال اسپانیا، زیر ۱۸ سال اسپانیا، و زیر ۲۱ سال اسپانیا بازی کرده‌است.